# (18755) Meduna
(18755) Meduna (1999 GS21) – planetoida z pasa głównego asteroid okrążająca Słońce w ciągu 3,38 lat w średniej odległości 2,25 j.a. Odkryta 15 kwietnia 1999 roku.